# Fred Keenor
Frederick Charles Keenor (31 de juliol de 1894 - 19 d'octubre de 1972) fou un futbolista gal·lès de la dècada de 1920.
Fou 32 cops internacional amb la selecció de Gal·les amb la qual marcà dos gols.
Pel que fa a clubs, defensà els colors de Cardiff City FC durant la major part de la seva carrera.

## Palmarès

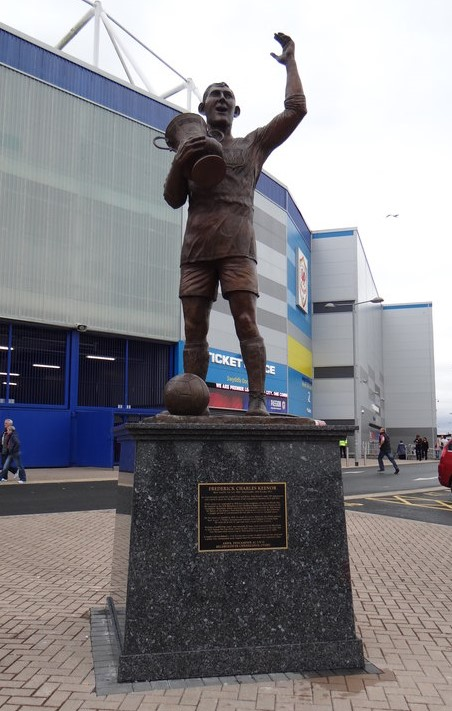
Estàtua de Keenor al Cardiff City Stadium.

Cardiff City
- FA Cup: 1

1927
- FA Charity Shield: 1

1927
- Welsh Cup: 4

1923, 1927, 1928, 1930
Brentford
- London Combination: 1

1918-19
Gal·les
- British Home Championship:

1919-20, 1923-24, 1927-28